# 181392 Katonajózsef
A 181392 Katonajózsef (ideiglenes jelöléssel (181392) 2006 SY77) a Naprendszer kisbolygóövében található aszteroida. Sárneczky Krisztián és Kuli Zoltán fedezte fel 2006. szeptember 23-án.